# Borová (Bolatice)

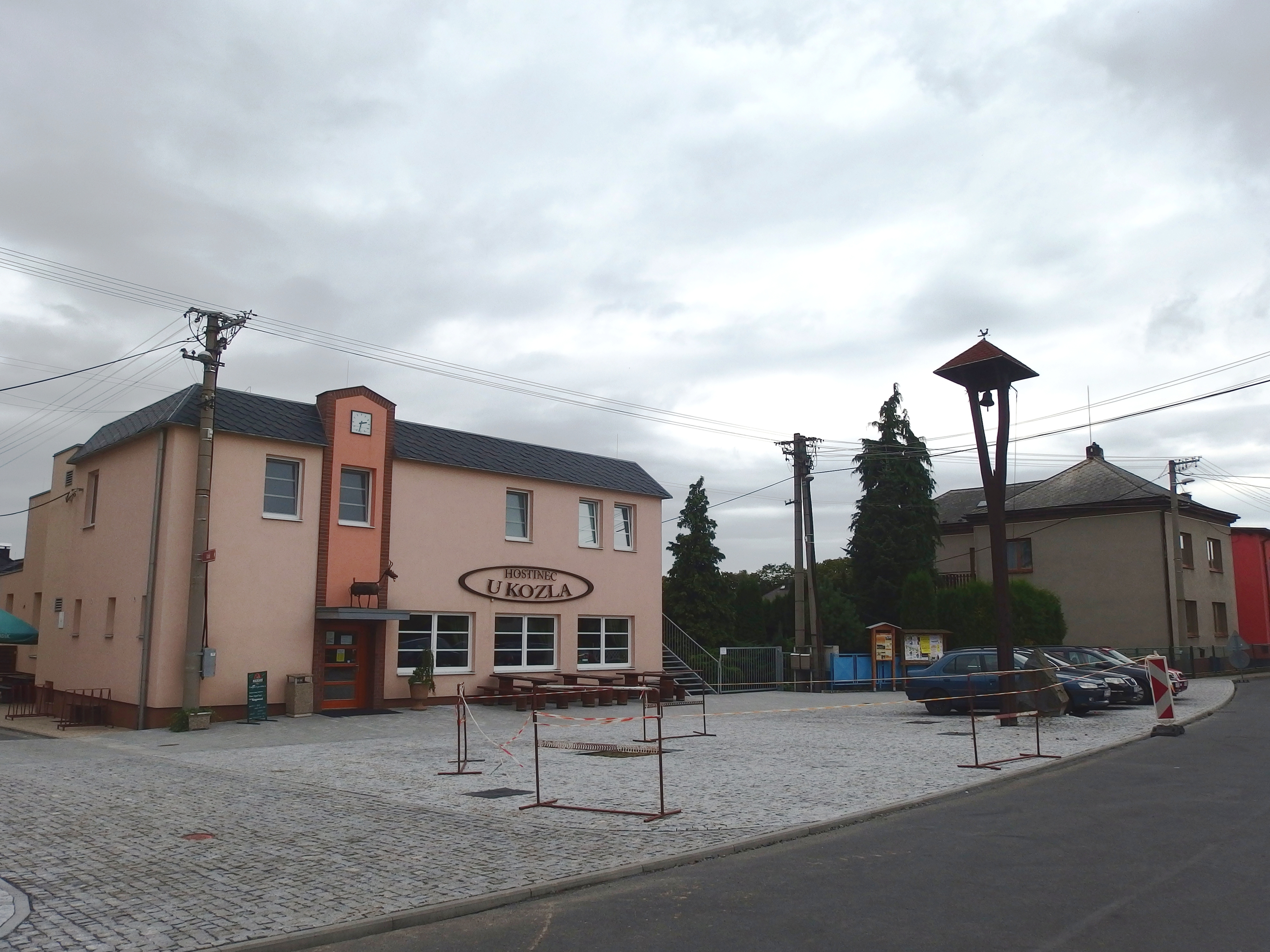
Ortszentrum mit Gasthaus und Dorfglocke

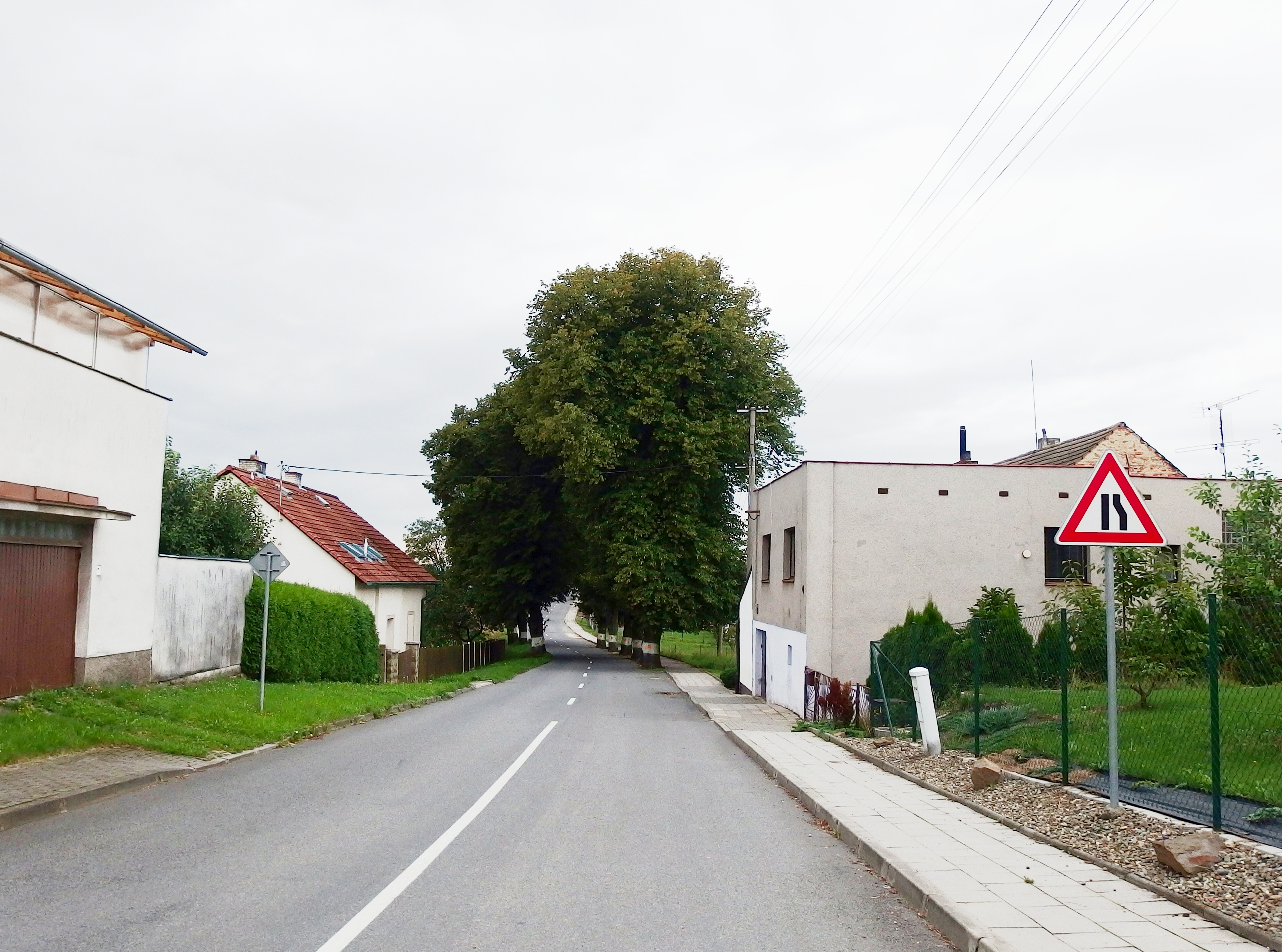
Allee

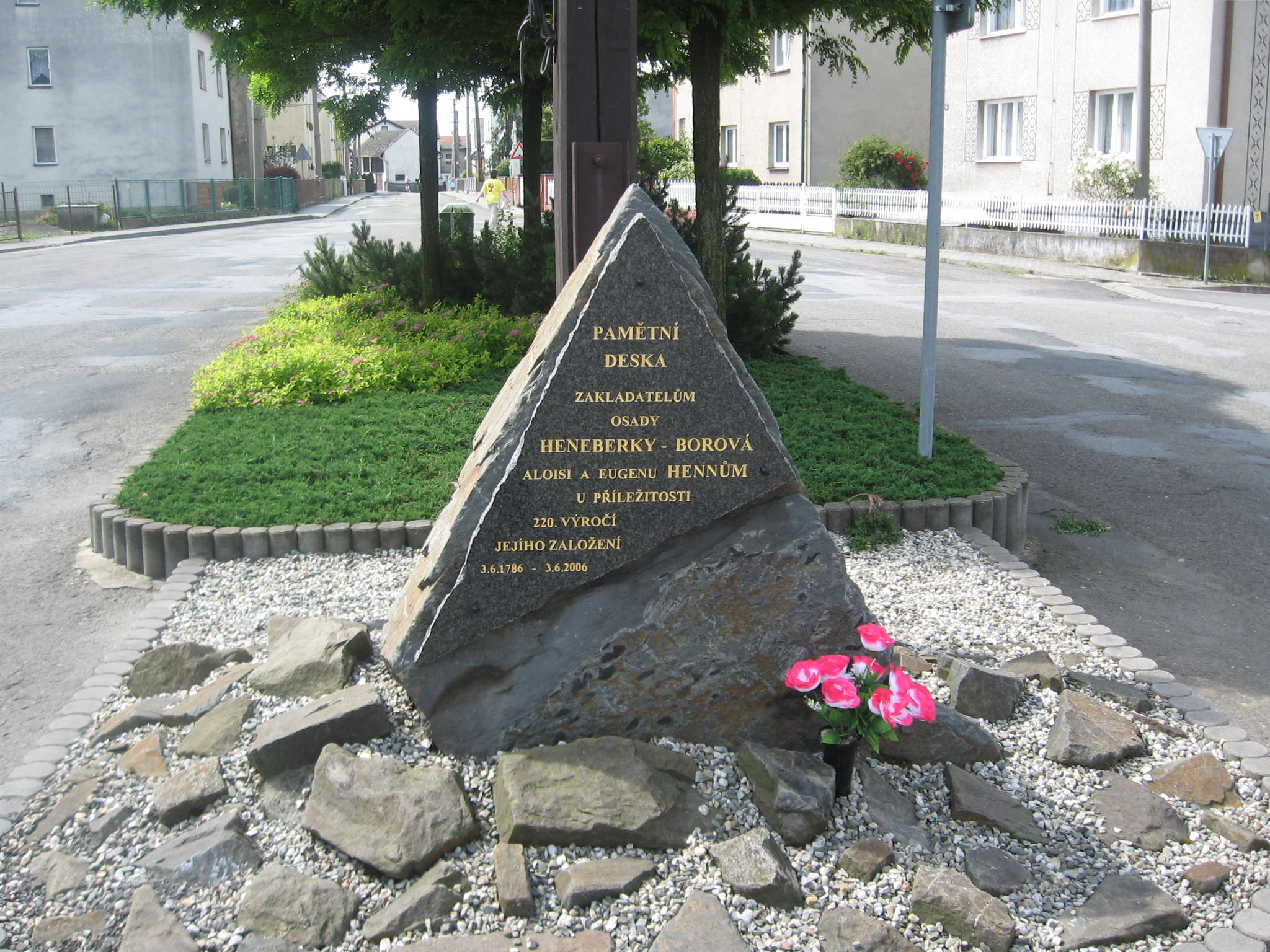
Gedenkstein zum 220. Jubiläum der Ortsgründung

Borová, bis 1949 Heneberky (deutsch Henneberg) ist ein Ortsteil der Gemeinde Bolatice (Bolatitz) im Okres Opava in Tschechien. Er liegt neun Kilometer nordwestlich von Hlučín (Hultschin) nahe der Landesgrenze zu Polen.

## Geographie
Das Straßendorf Borová befindet sich am Südrand des Chuchelenský les (Kuchelnaer Forst) in der Hlučínská pahorkatina (Hultschiner Hügelland). Nördlich erhebt sich der Lysý vrch (Ostrahura, 296 m n.m.), südwestlich die Náplatky (Platki-Berge, 277 m n.m.). Gegen Süden fließt der Bach Opusta.
Nachbarorte sind Strahovice (Strandorf) und Chuchelná (Kuchelna) im Norden, Bělá (Bielau) und Píšť (Sandau) im Nordosten, Závada (Zawada bei Beneschau) im Osten, Vřesina (Wreschin), Kafárňa (Kaffarna) und Bohuslavice (Buslawitz) im Südosten, Velký Dvůr (Großhof), Morávka (Morawetzhof), Dolní Benešov (Beneschau), Zábřeh (Oppau) und die Wüstung Výhoda (Wyhoda) im Süden, Bolatice im Südwesten, Štěpánkovice (Schepankowitz) und Albertovec (Hilvetihof) im Westen sowie Prostřední Dvůr (Mittelhof), Kobeřice (Köberwitz) und Padělky (Neu-Werdenberg) im Nordwesten.

## Geschichte
Das Dorf ist eine der jüngsten Ansiedlungen der Gegend und entstand auf Fluren des Bolatitzer Hofes in Preußisch Schlesien.
Nach der ersten Ortschronik, die 1822 verbrannte, sollen die ersten hölzernen Hütten 1777 errichtet und der Aufbau des Dorfes 1786 vollendet worden sein. Im Bolatitzer Kirchenbuch wurde am 15. März 1784 die erste Geburt eines Kindes in der Kolonie eingetragen. Als Gründungsdatum des Ortes wird der 3. Juni 1786 betrachtet, als Eugen und Alois Henn von Henneberg-Spiegel, die im selben Jahre das Gut Bolatitz im Kreis Leobschütz vom preußischen Staat gekauft hatten, die aus strohgedeckten Holzhäusern bestehende Kolonie Henneberg mit 20 Bauern, einem Kretscham und 81⅓ Scheffeln Ackerland offiziell gründeten. Die neuen Siedler stammten aus Pischcz und gaben dem Ort den volkstümlichen Namen Kolenije.
Im Zuge der Kreisreform vom 1. Januar 1818 wurde Henneberg dem Kreis Ratibor zugewiesen. Beim ersten großen Ortsbrand wurde Henneberg 1822 teilweise zerstört. Alois Henn von Henneberg veräußerte das Gut Bolatitz mit Henneberg am 19. Dezember 1822 für 83.054 Taler an Eduard von Lichnowsky. Eugen Henn von Henneberg starb 1823 bei einem Duell. Im Jahre 1830 lebten in Henneberg bereits 256 Personen. Das Dorf litt unter Wassermangel; der einzige Brunnen im Ortszentrum war insbesondere bei Bränden völlig unzureichend. Ein 150 m südlich des Dorfes angelegter zweiter Steinbrunnen erwies sich alsbald als wenig brauchbar. 1869 bestand Henneberg aus 42 Häusern und hatte 296 Einwohner. Ab Mai 1874 gehörte die Gemeinde zum Amtsbezirk Bolatitz. Im gleichen Jahre wurde der Glockenbaum auf den Dorfplatz errichtet. 1893 verlor Henneberg seine Selbständigkeit und wurde nach Bolatitz eingemeindet. Im Jahre 1900 hatte Henneberg 368 Einwohner, 1910 waren es 350. In den Jahren 1906–1907 wurden südöstlich des Dorfes im der Familie Rothschild gehörenden Wäldchen Šeč reiche Quellwasser entdeckt. Die daraufhin gegründete Wasserversorgungsgenossenschaft Henneberg erhielt eine staatliche Unterstützung in Höhe von 10.800 Mark; der Bau der Wasserversorgung nach dem 300 m entfernten Dorf erfolgte durch den Breslauer Baumeister Alfred Herde und wurde 1908 vollendet.
Aufgrund des Versailler Vertrages von 1919 wurde Henneberg am 4. Februar 1920 als Teils des Hultschiner Ländchens der Tschechoslowakei zugeschlagen. Beim Zensus von 1921 lebten in den 62 Häusern von Heneberky/Henneberg 393 Personen, darunter 377 Tschechen und 15 Deutsche. 1930 lebten in den 71 Häusern von Heneberky 400 Personen. Zu dieser Zeit wurde das Dorf elektrifiziert.
Nach dem Münchener Abkommen  wurde Henneberg am 8. Oktober 1938 zusammen mit dem Hultschiner Ländchen vom Deutschen Reich besetzt. Das Dorf gehörte nunmehr zum Landkreis Hultschin, der 1939 dem Landkreis Ratibor in der preußischen Provinz Schlesien eingegliedert wurde. Am 17. Januar 1939 wurde Henneberg dem neu eingerichteten Amtsbezirk Kuchelna zugeordnet.
Das alte Gemeindesiegel ging 1943 verloren. Bei der Einnahme des Dorfes durch die Rote Armee im April 1945 wurde ein Teil der Häuser beschädigt.
Nach dem Ende des Zweiten Weltkriegs kam Heneberky wieder an die Tschechoslowakei zurück. Die Kriegsschäden wurden rasch beseitigt. 1949 erfolgte die Umbenennung in Borová. Im Jahre 1950 bestand Borová aus 98 Häusern und hatte 439 Einwohner. Im Zuge der Gebietsreform von 1960 wurde der Okres Hlučín aufgehoben und das Dorf dem Okres Opava zugeordnet. 1970 lebten in den 139 Häusern von Borová 662 Personen. 1973 entstand ein 17 m hoher Wasserturm und ersetzte das ebenerdige Basenek als Wasserreservoir. 1991 lebten in den 161 Häusern der Gemeinde 678 Menschen. Im Jahre 1992 wurde die Wasserversorgung von Borová an die ergiebigeren Brunnen des Wasserwerks Bolatice in den Náplatky angeschlossen. Beim Zensus von 2011 hatte Borová 676 Einwohner und bestand aus 179 Wohnhäusern.

## Gemeindegliederung
Borová ist Teil des Katastralbezirks Bolatice.

## Sehenswürdigkeiten
- Glockenbaum, errichtet 1874. Er trägt auf dem Dach einen Hahn auf einem Hügel – das ehemalige Gemeindewappen und zugleich das der Freiherren Henn von Henneberg